# Bengt Lyberg
Bengt Lyberg, född 9 februari 1912 i Stora Kopparbergs församling, Kopparbergs län, död 6 april 1995 i Stockholm, var en svensk industriman och ämbetsman. Han var son till Ernst Lyberg och bror till Karin Lyberg samt gift med Louise Lyberg.
Lyberg var verkställande direktör i skogsindustrikoncernen Mo & Domsjö AB 1959–1971 och landshövding i Västerbottens län 1971–1978. Han invaldes 1963 som ledamot av Lantbruksakademien och blev 1967 ledamot av Ingenjörsvetenskapsakademien.
Han är begravd på Norra begravningsplatsen utanför Stockholm.